# Salsa mantequilla de cangrejo
La salsa mantequilla de cangrejo  (en francés: beurre d'écrevisse) es una salsa a base de mantequilla preparada con cangrejos.

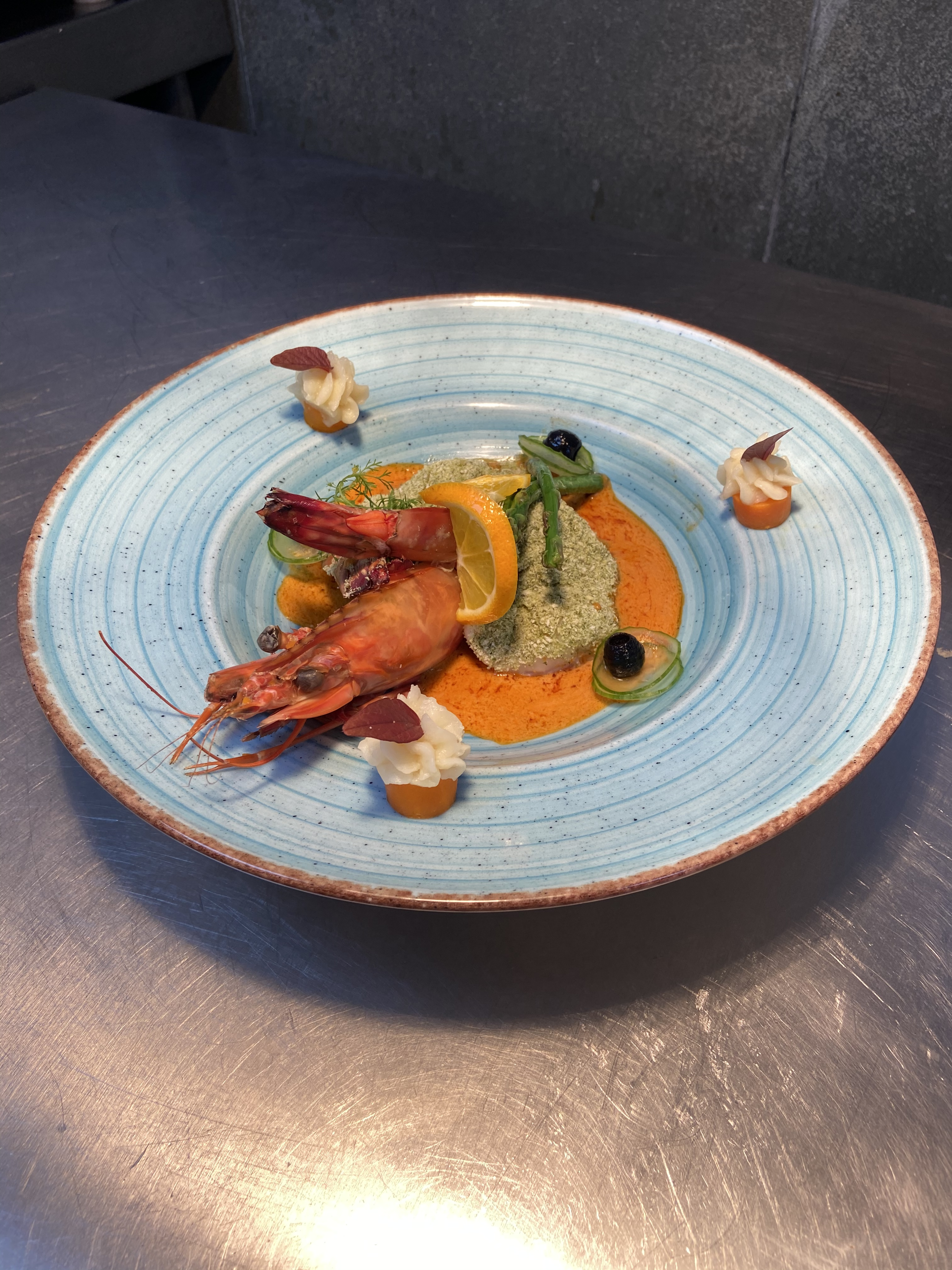
Salsa Nantua

Los cangrejos son cocidos en el horno.  Una vez cocidos, se trituran. El polvo resultante se coloca con la mantequilla a fuego lento en una cacerola. En contacto con el polvo, la mantequilla toma el sabor de los cangrejos. Una vez caliente, la mezcla líquida se pasa por un colador sobre un recipiente con agua fría. Al contacto con el agua, la manteca se solidifica y se torna maleable para utilizarla en la preparación de la salsa Nantua.